# Paco Ignacio Taibo II
Francisco Ignacio Taibo Mahojo (Gijón, Astúries, 11 de gener de 1949), més conegut com a Paco Ignacio Taibo II és un escriptor, periodista i activista sindical.
És fundador de Para Leer en Libertad AC, projecte cultural de foment a la lectura i de divulgació de la història de Mèxic. Conegut abans de res per les seues novel·les policíaques i per haver creat i dirigit fins a 2012 el festival literari de la Semana Negra de Gijón. Des de 2012 exerceix com a secretari d'Art i Cultura del Comitè Executiu Nacional del Movimiento Regeneración Nacional (Morena).
El gener de 2019 fou designat director de l'editorial Fondo de Cultura Económica.

## Biografia
Encara que nascut a Gijón, va créixer en Mèxic a partir dels 10 anys: el seu pare, Paco Ignacio Taibo I, de gran tradició socialista, es va exiliar en aquest país llatinoamericà en 1959 després de fugir de la dictadura franquista. Allí van néixer els seus germans menors, el poeta Benito Taibo i el cineasta Carlos Taibo Mahojo.
Paco Taibo II va començar a practicar l'activitat política en els seus temps d'estudiant, i seria ella la que motivaria la seva renúncia, al juliol de 2012, a la direcció de la Semana Negra de Gijón per integrar-se en l'equip d'Andrés Manuel López Obrador.
El detectiu Héctor Belascoarán Shayne és el protagonista de les seves novel·les policíaques. La seva passió per aquest gènere el va portar a fundar en 1986 l'Asociación Internacional de Escritores Policíacos (AIEP) junt amb el també mexicà Rafael Ramírez Heredia, els cubans Rodolfo Pérez Valero i Alberto Molina, l'uruguaià Daniel Chavarría, el rus Iulian Semionov i el txec Jiri Procazka.
En 1988 creà el festival multicultural Semana Negra de Gijón, pel qual han passat milers d'escriptors de novel·les policíaques, històriques, de fantasia i ciència-ficció. Com indica el seu nom, es duu a terme a la ciutat natal de l'escriptor.
Taibo II ha desenvolupat moltes altres activitats, a més de la d'escriptor. Ha ensenyat en la Facultat de Filosofia i Lletres de la UNAM, ha estat director de les sèries México, historia de un pueblo i Crónica general de México (1931-1986); del suplement cultural de la revista Siempre! (1987-1988), i de les revistes Crimen y Castigo i Bronca.
La seva obra literària, distingida amb nombrosos premis, no es limita al gènere policíac; també ha escrit novel·les històriques, contes, còmics, reportatges, assaigs i crònica. Ha publicat una cinquantena de títols i alguns dels seus textos han estat traduïts a diversos idiomes.
Està casat, des de 1971, amb l'activista cultural i fotògrafa Paloma Sáiz Tejero, amb qui té una filla.
Durant el I Consell Nacional del Movimiento Regeneración Nacional, celebrat al Deportivo Plan Sexenal de la Ciutat de Mèxic, va ser nomenat secretari d'Art i Cultura del Comitè Executiu Nacional de MORENA per al període 2012-2015.

## Obres
- Nacimiento de la memoria, 1971
- Días de combate, 1976
- Cosa fácil, 1977
- Historia General de Asturias. (Tomo 7), Gran Enciclopedia Asturiana Silverio Cañada, 1978
- Historia General de Asturias. (Tomo 8), Gran Enciclopedia Asturiana Silverio Cañada, 1979
- La huelga de los sombrereros, 1980
- Asturias 1934, 1980
- Memoria del Congreso de Mérida, 1981
- El primer primero de mayo en México, con Jorge Fernández Tomás, 1981
- México, historia de un pueblo, còmic en 20 volums; coordinador amb Sealtiel Alatriste Lozano, i autor; 1980-1982
- La huelga del verano de 1920 en Monterrey, 1981
- Héroes convocados: manual para la toma del poder, 1982
- Irapuato mi amor, 1982
- Doña Eustolia blandió el cuchillo cebollero (y otras historias), contes, 1982
- Pascual sexto round, 1983
- El socialismo en un solo puerto, amb Rogelio Vizcaíno, 1983
- Bajando la frontera, 1984
- El socialismo libertario mexicano, coordinador i prologuista, 1984
- Memoria roja. Luchas sindicales de los años 20, amb Rogelio Vizcaíno, 1984
- Algunas Nubes, 1985
- Danzón en Bellas Artes, amb Luis Hernández Navarro, 1985
- Octubre de 1934, cincuenta años para la reflexión, coautor, 1985
- Pistolero y otros reportajes, antología y notas, amb Mario Gil, 1985
- Reportaje, antología, 1985
- De paso, 1986
- Sombra de la sombra, 1986
- Bolsheviquis. Historia narrativa de los orígenes del comunismo en México 1919-1925, 1986
- La vida misma, Txalaparta argitaletxea, Tafalla, 1987 ISBN 978-84-8136-000-4. Google Books.
- El regreso de la verdadera araña y otras historias que pasaron en algunas fábricas, 1988
- Fantasmas nuestros de cada día, 1988
- Arcángeles, 1988
- Pascual: décimo round, 1988
- Regreso a la misma ciudad y bajo la lluvia, 1989
- Sintiendo que el campo de batalla..., 1989. Txalaparta argitaletxea. Tafalla. ISBN 978-8-481-36060-8. Google Books
- La batalla de Santa Clara, 1989
- Amorosos fantasmas, 1989
- No habrá final feliz, 1989
- Las dos muertes de Juan R. Escudero, amb Rogelio Vizcaíno, 1990
- Cuatro manos, 1990
- Sueños de frontera, 1990
- El hombre de los lentes oscuros que mira hacia el cielo se llama Domingo y se llama Raúl, 1991
- 68, 1991
- Desvanecidos difuntos, 1991
- La lejanía del tesoro, 1992
- El caso Molinet, 1992
- Cuevas-Taibo: mano a mano, 1993
- La bicicleta de Leonardo, 1993
- Nomás los muertos están bien contentos, 1994
- Cárdenas de cerca, 1994
- El año que estuvimos en ninguna parte: La guerrilla africana de Ernesto Che Guevara, amb Froilán Escobar i Félix Guerra
- Que todo es imposible, Txalaparta argitaletxea, Tafalla, 1995 ISBN 978-8-481-36089-9. Google Books
- Máscara Azteca y el Doctor Niebla (después del golpe), 1996
- Ernesto Guevara, también conocido como el Che, 1996
- El general orejón ese, 1997
- Insurgencia mi amor, 1997
- Adiós Madrid, 1997
- Cuentos policíacos mexicanos, coordinador amb Víctor Ronquillo; autor de la presentació i d'un contr, 1997
- El juego de la intriga, amb Martín Casariego, Javier García Sánchez i Luis Sepúlveda), 1997
- Arcángeles, Doce historias de revolucionarios herejes del siglo XX, 1998
- Mi amigo Morán, 1998
- El camino de María
- Que todo es imposible, 1998
- Primavera pospuesta, 1999
- Así es la vida en los pinches Trópicos, 2000
- Retornamos como sombras, 2001
- El mundo en los ojos de un ciego, 2002
- Hurler à la lune, amb Marc Behm, 2003
- Muertos incómodos, amb el Subcomandante Marcos, 2005
- Sólo tu sombra fatal, 2006
- Olga Forever, 2006
- Pancho Villa: una biografía narrativa, 2006
- El cura Hidalgo y sus amigos, Ediciones B, 2007
- Tony Guiteras, un hombre guapo, 2008
- El libro rojo, (sota la coordinació editorial de Gerardo Villadelángel Viñas, amb Adolfo Castañón, Carlos Chimal, Enrique Krauze, Fabrizio Mejía Madrid, Jean Meyer, Jaime Moreno Villarreal, Eduardo Antonio Parra, Luis Arturo Ramos y Álvaro Uribe; i els artistes plàstics Jan Hendrix, Perla Krauze, Mónica Castillo, Emilio Said, Franco Aceves, Alberto Castro Leñero, Edgardo Ganado Kim, Helen Escobedo, Carla Rippley, Patricia Soriano, Gerardo Suter i Viskin, entre altres), 2008
- Temporada de zopilotes: una historia narrativa sobre la Decena Trágica, 2009
- De paso, 2009
- El retorno de los tigres de la Malasia, 2010
- Todo Belascoarán, 2010
- México negro y querido, 2011
- Olga Lavanderos, Planeta, México, 2011; ISBN 978-607-07-0841-1
- La lejanía del tesoro, 2011
- El Álamo: una historia no apta para Hollywood, 2011
- Librado Rivera: el último de los magoneros, 2011
- Los libres no reconocen rivales, 2012
- Si Villa viviera, con López anduviera: La batalla de Zacatecas, 2012
- "Asturias. Octubre 1934", 2013
- Yaquis: Historia de una guerra popular y de un genocidio en México, 2013
- El muro y el machete. Notas sobre la breve experiencia del sindicato de pintores mexicanos (1922-1925) (2014)
- Que sean fuego las estrellas (2015)
- Patria 1 (2017)
- Patria 2 (2017)
- Patria 3 (2017)

- El olor de las magnolias (2018)
- La libertad, la bicicleta (2018)

## Premis i reconeixements rebuts
- Premi Grijalbo de Novel·la 1982 per Héroes convocados: manual para la toma del poder
- Premi Café Gijón 1986 per De paso
- Premio Nacional de Historia INAH 1986
- Premi Francisco Javier Clavijero 1987 per Bolsheviquis. Historia narrativa de los orígenes del comunismo en México 1919-1925
- Premio Hammett 1988 per La vida misma
- Premio Latinoamericano de Novela Policíaca y Espionaje per Cuatro manos
- Premio Hammett 1991 per Cuatro manos
- Premio Internacional de Novela Planeta-Joaquín Mortiz 1992 per La lejanía del tesoro
- Premio Hammett 1994 per La bicicleta de Leonardo
- Premio a la Mejor Novela Extranjera publicada en Francia
- Premio Bancarella 1998 per Ernesto Guevara, también conocido como el Che
- Premio Bellas Artes de Narrativa Colima para Obra Publicada 2007
- Premio Corsario Negro 2011 per El retorno de los Tigres de Malasia
- Medalla d'acer al Mèrit Històric Capitán Alonso de León 2012